# Steinplatte
Die Steinplatte ist ein 1869 m ü. A. hohes Bergmassiv in den Chiemgauer Alpen in Österreich. Über den Gipfel verläuft die Grenze der Bundesländer Salzburg und Tirol. Nach Süden bricht der Berg in markante Felswände ab. Die sanfte Nordseite ist durch mehrere Liftanlagen für den Ski- und Wandertourismus erschlossen.

## Zur Begriffsgeschichte und Einordnung
Der Steinplatten-Stock findet sich schon im 19. Jahrhundert unter dem Namen Kammerkargebirge, etwa in der Einteilung der Ostalpen nach Böhm von 1887 (10.1d, auch 34d). Diese Bezeichnung ist heute weitgehend verloren.
In der Gebirgsgruppengliederung von Hubert Trimmel, die ursprünglich 1962 für das österreichische Höhlenverzeichnis publiziert wurde und heute in der österreichischen Hydrographie und auch Geologie verbreitet ist, trägt die Gruppe den Namen Steinplatte und die Nummer 1322. Dort wird sie zu den Waidringer Alpen gerechnet. Nach der Alpenvereinseinteilung der Ostalpen (AVE) gehört sie schon zu den Chiemgauer Alpen. In der ersteren Teilung bilden Schwarzlofer–Unkenbach, in der zweiteren das Strubtal die Südgrenze der Chiemgauer Alpen.

## Umgrenzung und benachbarte Gebirgsgruppen
Die Gruppe umgrenzt sich nach Trimmel folgendermaßen:
- im Süden Lofer – Loferbach (Strubtal) – Waidring zu den Loferer Steinbergen (Trimmel 1323)
- gegen Südwesten grenzt bei Waidring gegenüber der Kirchbergstock (Kalkstein) an (Trimmel 1322)
- im Westen Waidring-Hausergasse – Steingaßgraben (Steingaßgrabenbach – Innerwaldbach) bis Kapelle Steinplatte gegen das Fellhornmassiv (Trimmel 1325)
- im Nordosten von dort zur Kammerköhralm – Luegbach bis Mündung in den Unkenbach bei der Schliefbachalm: südlich am Dreiländereck Tirol/Salzburg/Bayern am Scheibelberg vorbei, der nach Trimmel zum Dürrnbachhorn (Trimmel 1346) gerechnet wird
- im Norden Schliefbachalm – Unkenbach bis zur Mündung bei Oberrain (Gemeinde Unken) in die Saalach gegen die Sonntagshorngruppe
- im Osten Saalach Unken – Lofer (Saalachtal) zur Reiteralm (Trimmel 1337, Teil der Salzburger Alpen/Berchtesgadener Alpen)

## Landschaft und Gipfel
Die Steinplatte liegt im Gemeindegebiet von Unken und Lofer im Saalachtal, Pinzgau und von Waidring im Bezirk Kitzbühel. Der Hauptgipfel (1869 m ü. A.) liegt am Westrand der Formation. Oberhalb des Strubtals erstreckt sich die etwa 1000 Höhenmeter hohe Sonnwand bis zum Grubhörndl (1747 m ü. A.) und die Loferer Alm, die sich gegen das Dietrichshorn (1542 m ü. A.) über Lofer und Unken erstreckt. Gegen Norden senkt sich die Steinplatte waldig in das Unkenbachtal.

## Geologie
Die enorme Riffkonstruktion der Steinplatte ist um den Oberrhätkalk verankert. Im Südosten sitzt dieser mit zwischengeschalteter Kössen-Formation der Dachsteinkalk-Karbonatplattform auf und liegt daher mehr oder weniger flach. Er zeigt jedoch auf der Nordseite des Hauptgipfels nordwestliches Einfallen und bildet somit eine distal versteilte Rampenstruktur, die in einem Hangfuß endet. Der noch intakt gebliebene und tektonisch ungestörte Übergang von der Dachstein-Plattform zum vorgelagerten Becken mit der Kössen-Formation gestattet die Rekonstruktion des Innenrandes einer endtriassischen Karbonatplattform sowie die sich an ihr anlagernden unterjurassischen Formationen wie beispielsweise Kendlbach-Formation, Schnöll-Formation, Enzesfeld-Formation und die verspätete Transgression der Adnet-Formation. Auch die maximale Wassertiefe des Beckens kann dadurch für das mittlere und obere Eiberg-Member der Kössen-Formation mit 150 bis 200 Meter abgeschätzt werden.
Strukturell bildet der Steinplatten-Komplex den nach Nordost geneigten Südflügel der Unkener Synklinale. Kern bzw. Ossatur dieser Muldenstruktur ist der zum Tirolikum gehörende Hauptdolomit des unteren Noriums, dem  jüngere Schichten und auch Juvavikum aufliegen. Der Unkenbach stellt die orographische Nordgrenze der Steinplatte dar und verläuft etwa in der Mitte der Synklinale. Die Unkener Synklinale liegt ihrerseits am Südrand des Eiberg-Beckens – ein großes Flachwasserbecken, das ab der Obertrias inmitten der Hauptdolomit-Dachsteinkalk-Plattform eingesunken war. Das Eiberg-Becken grenzte im Südosten an eine weiträumige, von Dachstein-Saumriffen umrahmte Lagune und im Norden an die Karbonatrampe des eigentlichen Oberrhätkalks.
Der 500 Meter mächtig werdende Hauptdolomit begann im oberen Norium sich seitlich mit dem 250 Meter mächtigen Dachsteinkalk zu verzahnen bzw. wurde von letzterem sukzessive transgrediert und verdrängt. Dies dokumentiert den festlandswärtigen Vormarsch der Dachsteinkalk-Karbonatplattform in nördliche, nordwestliche Richtung. Mit Beginn des Rhätiums wurden dann im Eiberg-Becken erstmals zirka 240 Meter mächtige Mergel der Kössen-Formation abgelagert. Die Sedimentation begann mit dem 160 Meter mächtigen Hochalm-Member gefolgt von dem 80 Meter mächtigen Eiberg-Member.
Der Hauptgipfel und der Westgipfel (1853 m) der Steinplatte liegen noch auf Dachsteinkalk, der aber bereits 20 Meter tiefer vom Oberrhätkalk unterlagert wird, welcher den Hauptanteil der West- und der Südwand stellt. Der Oberrhätkalk bildet hier kein Plattformrand-Riff im klassischen Sinn, sondern ist vielmehr als eine distal versteilte Karbonatrampe anzusehen – mit einem maximalen Einfallen von bis zu 35° nach Nordwesten. Die Rampe geht dann auf halbem Weg zum Gasthaus Kammerköhr in beckenfazielle, flach liegende Schichten des Eiberg-Members der Kössen-Formation über. Innerhalb der Rampe können bis zu sieben Sedimentzyklen ausgeschieden werden, welche durch Lumachellelagen charakterisiert werden. Darüber folgen sodann noch zwei Serien an so genannten Capping Beds – buschartig aufgewachsene große Korallenstocklagen, die sich bei fallendem Meeresspiegel gegen Ende der Eiberg-Sedimentation in Nähe des Rampenfußes angesiedelt hatten. Ihr Wachstum endete im obersten Rhätium, das Paläorelief der Rampe bestand aber noch weiter bis in den Mittleren Lias.
Mit Beginn des Sinemuriums transgredierte dann die Adnet-Formation (roter Ammonitico Rosso) über das Eiberg-Becken hinweg auf die Rampe. Sie ist nördlich des Plattenkogels (1851 m) stellenweise erhalten geblieben. Bedingt durch den relativ steilen Neigungswinkel der Rampe kam es zu Hangrutschungen in der Adnet-Formation, die sich über die zwischenzeitlich während des Hettangiums am Beckenrand gebildete Kendlbach- und vor allem Scheibelberg-Formation legte. Am Plattenkogel wird die transgressive Adnet-Formation noch von der nur 2 Meter mächtigen Schnöll-Formation des Hettangiums unterlagert. Diese hatte ihrerseits bereits zu Beginn des Juras im unteren Hettangium den Oberrhätkalk mit einem Muschelschillkalk transgrediert und war dann in einen Spikulit (biomikritische Schwammnadelanhäufungen) übergegangen. Im stratigraphisch Hangenden der Adnet-Formation erscheinen hie und da auch noch Reste der oberjurassischen Ruhpolding-Formation des Oxfordiums (Radiolarit) und der Oberalm-Formation (Kimmeridgium bis Berriasium). Die Oberalm-Formation hat eine weite Verbreitung, das sie den gesamten Nordostabschnitt des Steinplatte-Bergstocks bis hin zur Loferer Alm bedeckt.
Der Südfuß der Sonnwand (Sonnenwänd) baut sich aus Hauptdolomit auf, welchem dann Dachsteinkalk, Kössen-Formation und Oberrhätkalk aufliegen. In diesem Bereich taucht sogar noch die Raibl-Formation unter dem Hauptdolomit auf. Am Ostrand des Bergstocks der Steinplatte finden sich dann auch wieder deutlich ältere, gebankte Dachsteinkalkfragmente des Tirolikums, die auch die Deckschichten der Loferer und Leoganger Steinberge bilden, wie auch der Hellbunte Dolomit des Saalachtales (am Loferer Kalvarienberg), der zum juvavischen Hallstadtdolomit gerechnet wird (beide jeweils Norium bis Rhätium). Insbesondere erwähnenswert für den Ostrand sind die Grubhörndl-Brekzie und der Lärchkogelkalk, der bereits der bedeutenden westwärts gerichteten Überschiebung der unterjuvavischen Decken auf das Tirolikum angehört.

## Tourismus
Das Ski- und Wandergebiet Steinplatte befindet sich in einem Verbund mit der bayerischen Winklmoosalm bei Reit im Winkl.
Es ist auf Fahrstraße erreichbar von Waidring zum Gasthaus Steinplatte/Bergkapelle (Mautstraße), über die Winklmoosalm, sowie über Seilbahnen von Waidring (Bergbahnen Steinplatte) und seit 2009 von Seegatterl (zu Reit im Winkl) in Bayern. Das Skigebiet umfasst alle Schwierigkeitsgrade. Alle Lifte sind auch mit dem Skipass von St. Johann in Tirol benutzbar. In der Wintersaison sind 13 Aufstiegshilfen vorhanden.
Am Ostrand, bei Lofer, liegt das Skigebiet Loferer Alm.
Seit 3. August 2008 gibt es für den Sommertourismus auf der Steinplatte einen urzeitlichen Erlebnispark, den Triassic Park Steinplatte. Das 800.000-Euro-Projekt sollte Europas einziges Urmeer, das Tethysmeer bzw. seine spätere Rückbildungsbucht, die Paratethys, ins rechte Licht rücken und dabei auch einem wissenschaftlichen Anspruch genügen, was damals von Kritikern des Projektes noch bezweifelt wurde. Diese befürchteten mit dem Triassic Park lediglich eine neue, urzeitliche Disney-Phantasiewelt. Teil der Anlage ist eine auf 1600 m Höhe liegende Aussichtsplattform, die an der Spitze knapp 70 Meter über dem Abgrund schwebt.
Die Überschreitung Lofer/Saalachtal – Steinplatte – Fellhorn – Lofer/Kössen ist eine Variante des Österreichischen Weitwanderwegs 01, dem Nordalpenweg und des Europäischen Fernwanderwegs E4 (die Hauptroute durchquert die Loferer Steinberge und steigt über Waidring zum Steinplattenhaus).

## Bewirtschaftete Almen
- Brennhütte
- Möseralm
- Stallenalm[15]

## Bilder

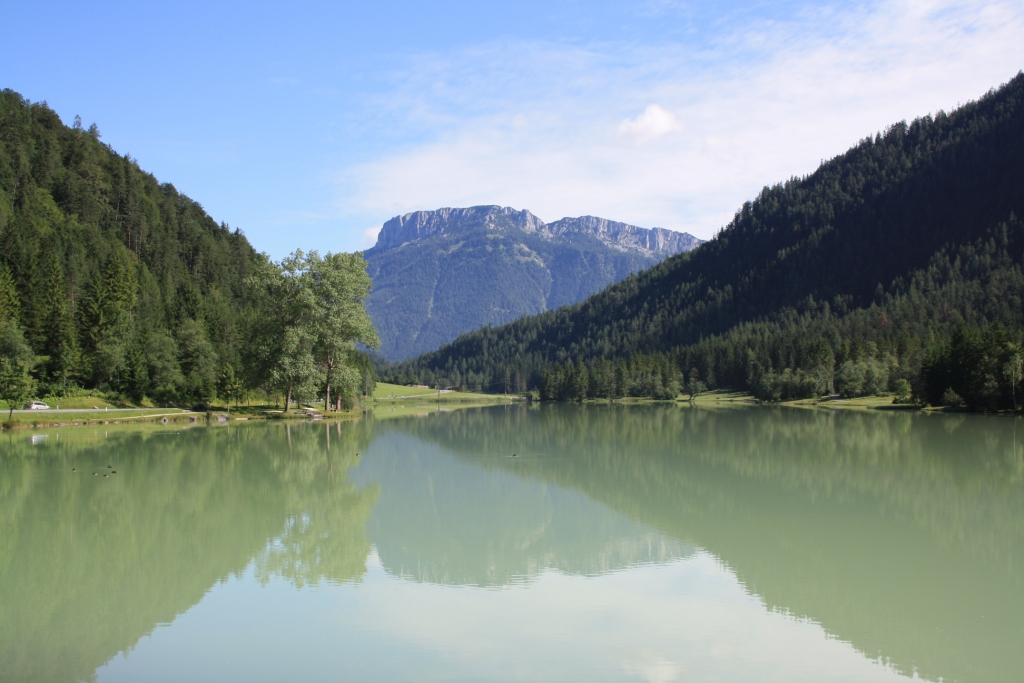
Blick vom Pillersee auf die Steinplatte
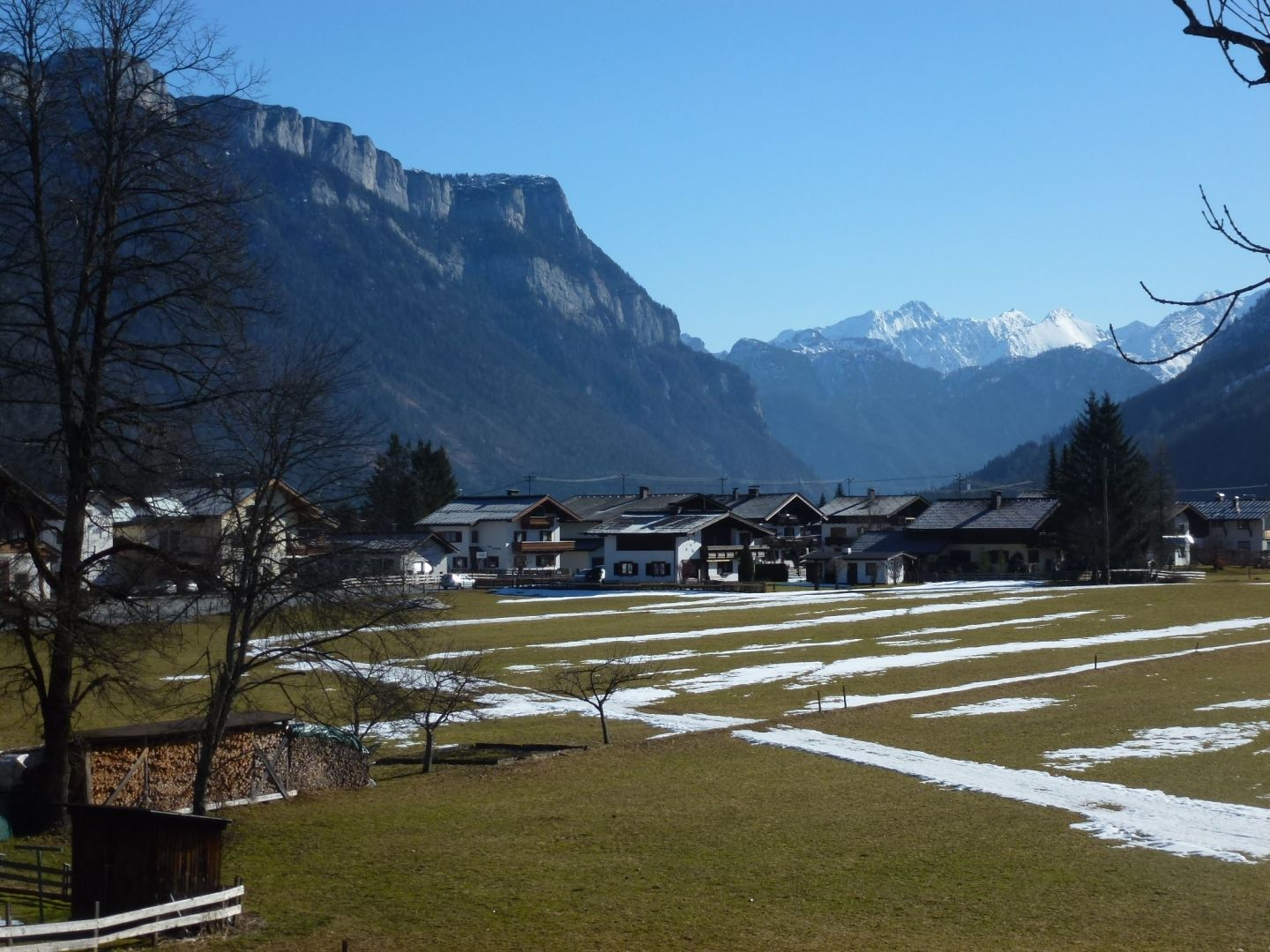
Waidring mit Steinplatte
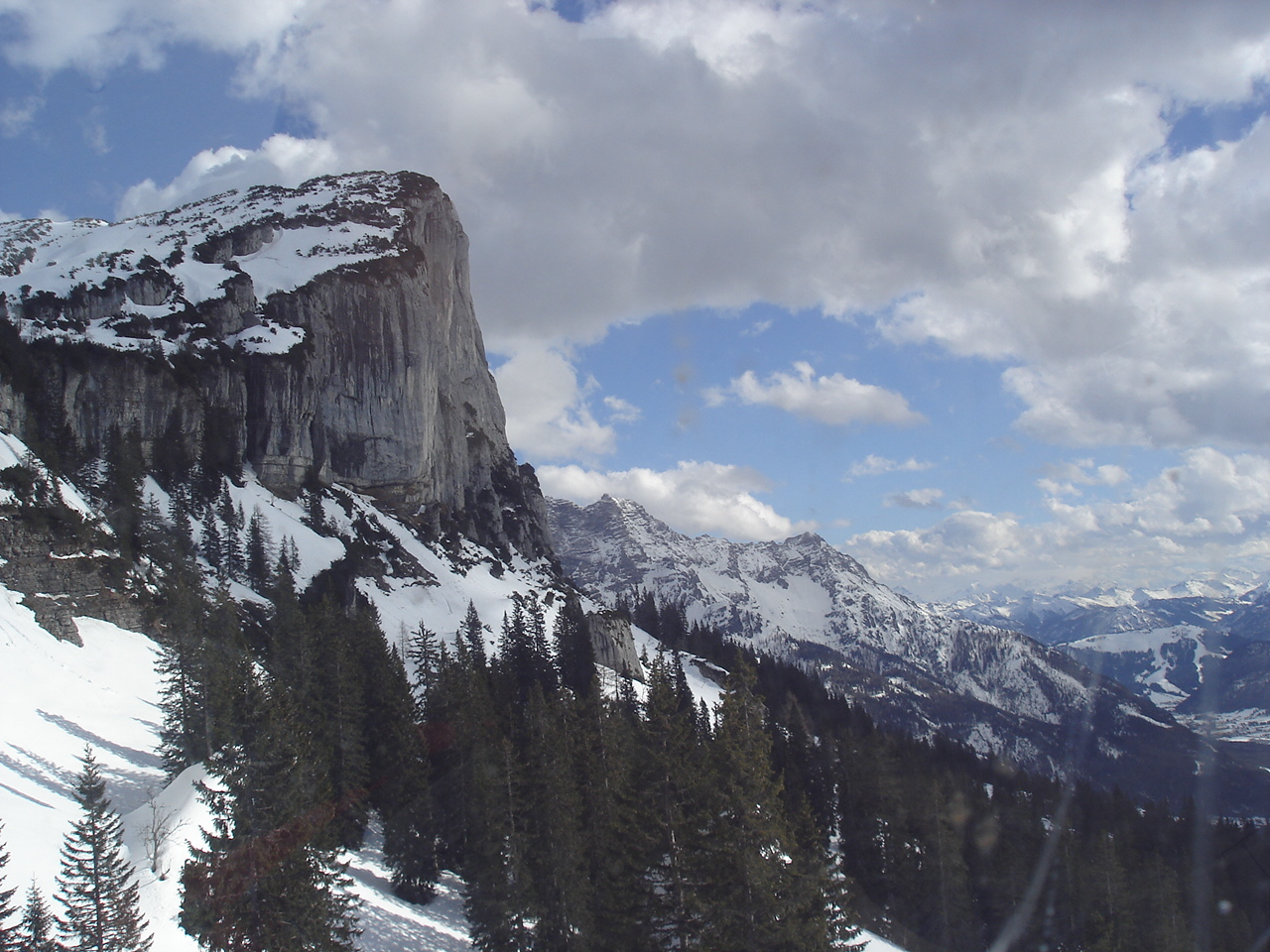
Steinplatte, daneben die Loferer Steinberge
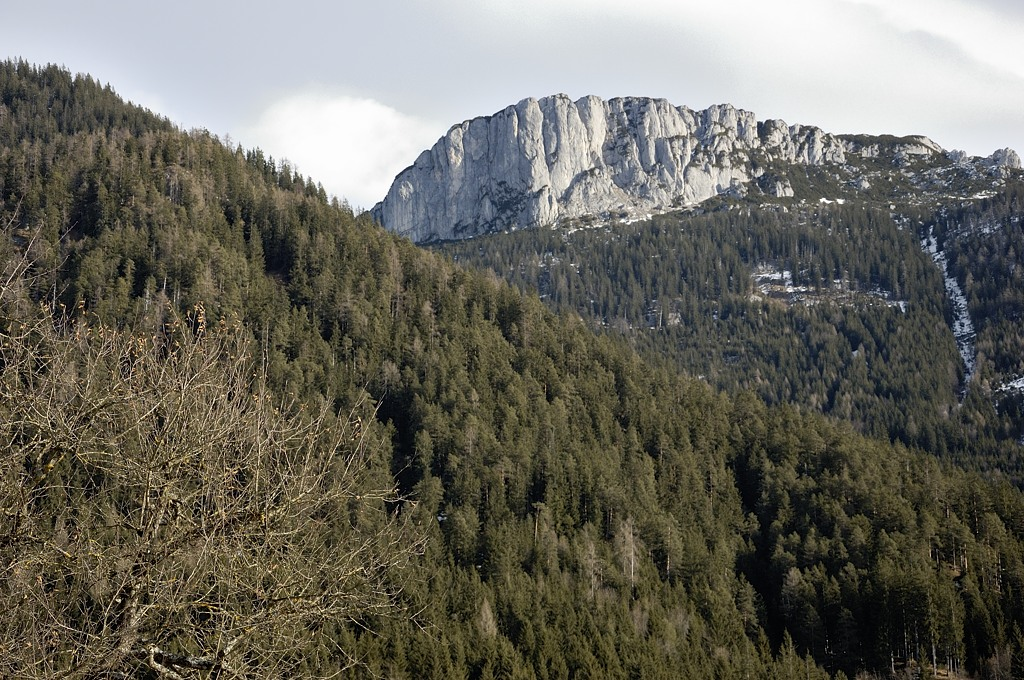
Schneearmer Dezember
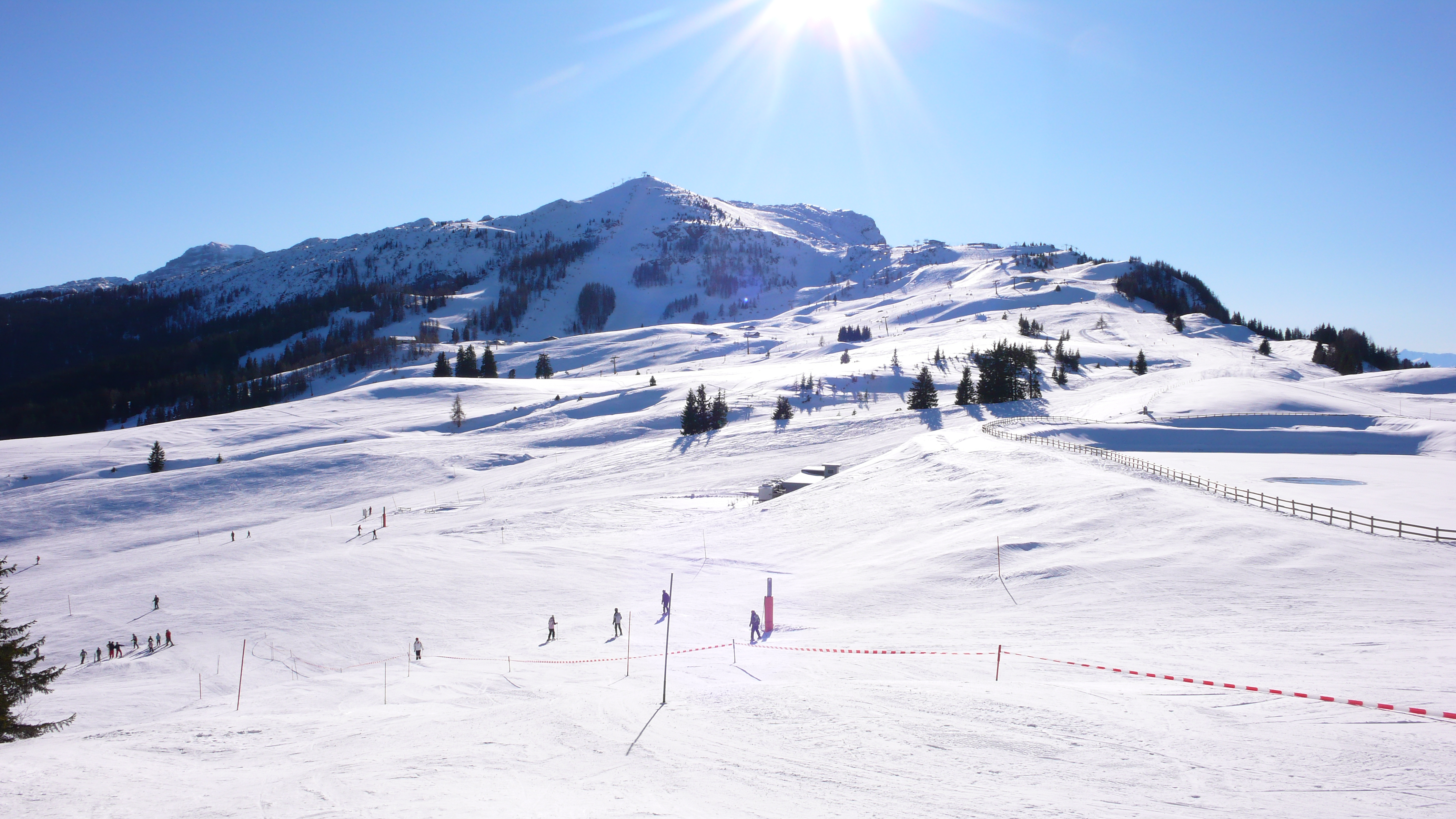
Am Plateau
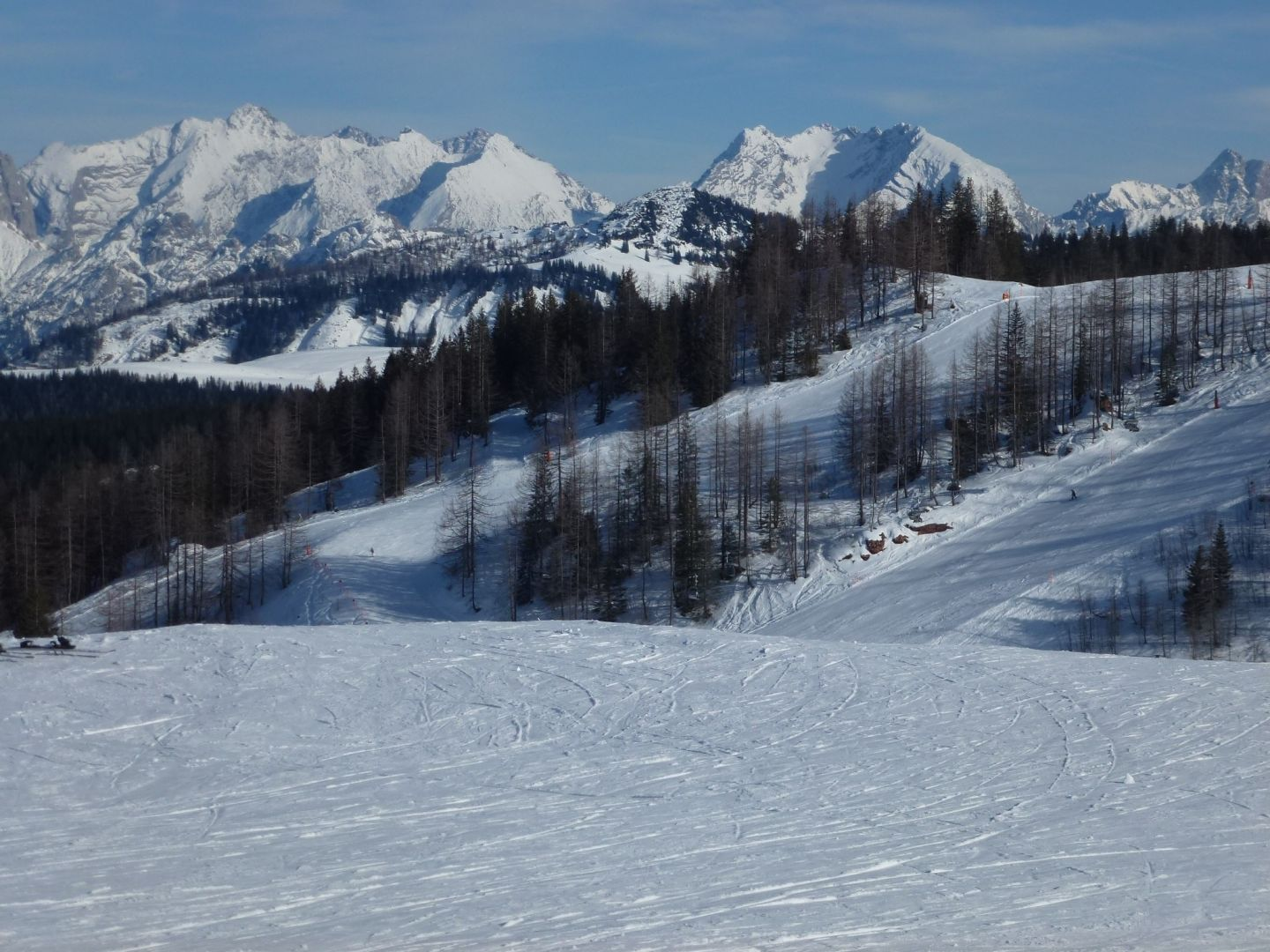
Skigebiet
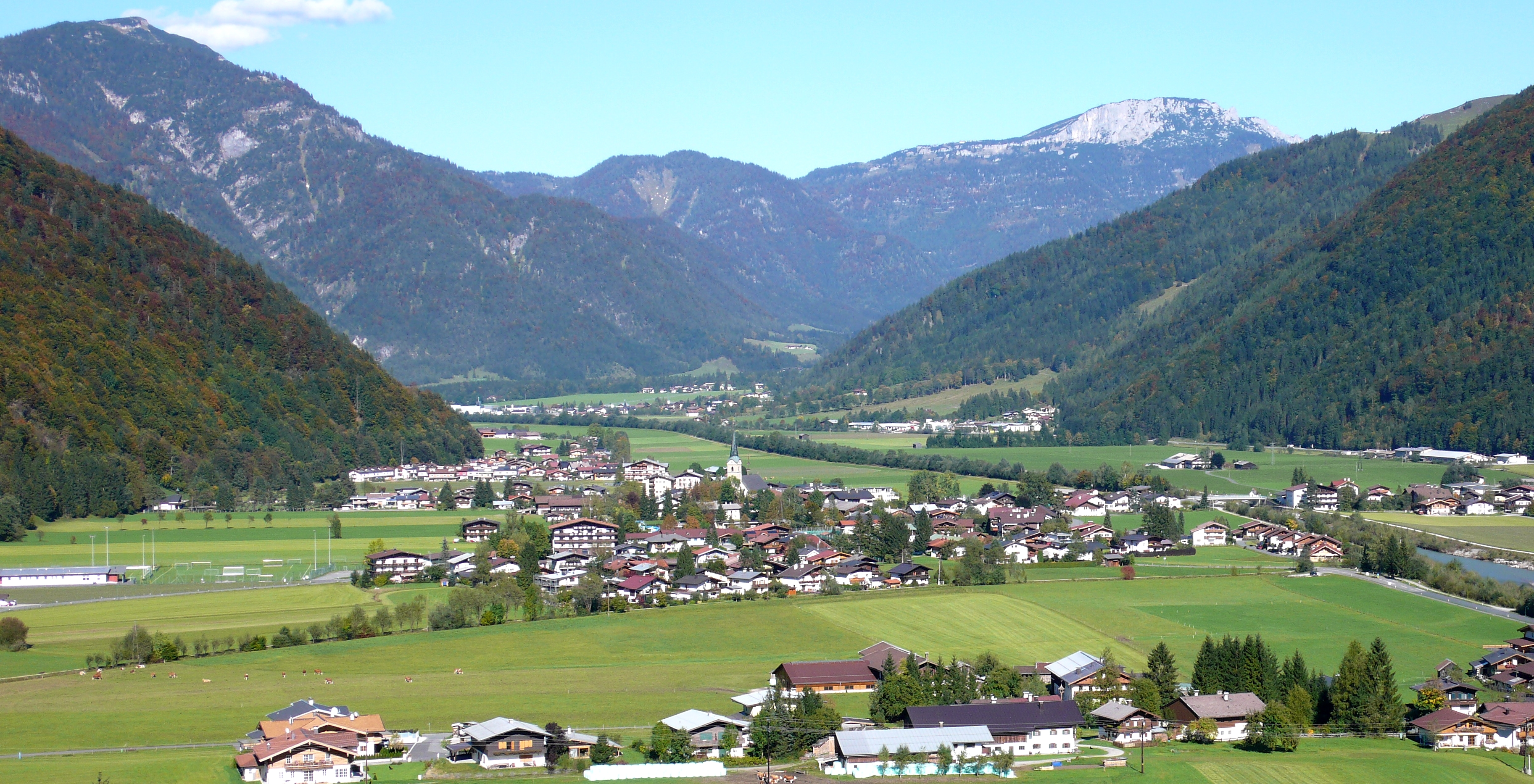
Fellhorn und Steinplatte, von Kirchdorf in Tirol, Blick ostwärts